# Pierre Viret
Pierre Viret (Orbe, 1511 – Orthez, 4 maggio 1571) è stato un teologo francese del periodo della Riforma protestante.

## Biografia
Figura importante nel movimento calvinista, si interessa vivamente allo studio del Nuovo Testamento da Romain prima di frequentare il College de Montaigu a Parigi (1518-31). Là si unisce ai Riformatori sotto l'influenza di Guglielmo Farel e diventa predicatore nella comunità riformata di Payerne, Neuchâtel e Losanna.

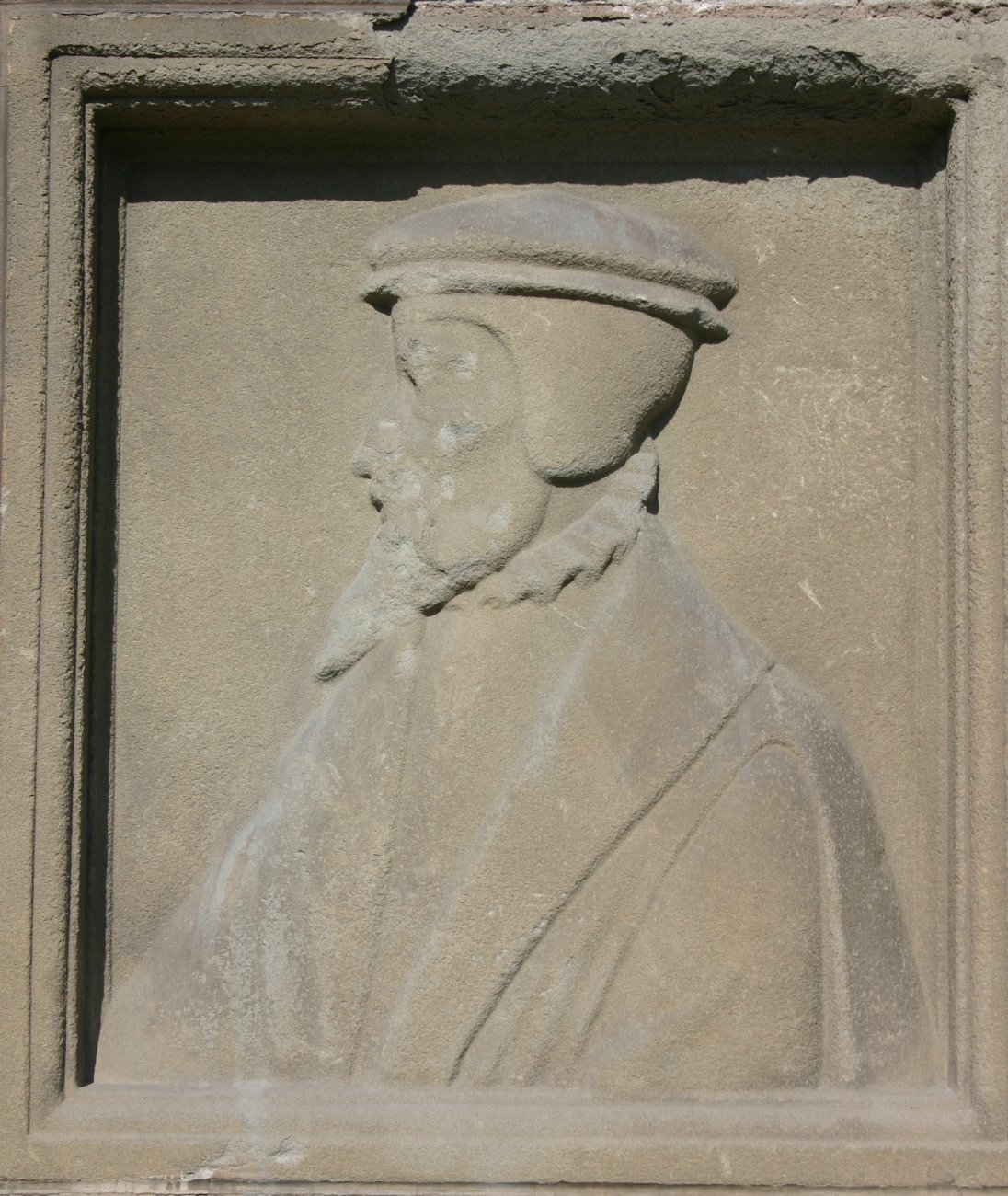
Pierre Viret

Si unisce a Farel a Ginevra dove un tentativo di avvelenarlo gli pregiudica la salute. Più tardi a Losanna fu tra i fondatori della Chiesa riformata e vi stabilisce una fiorente accademia. Qui la sua opera viene fatta cessare per l'opposizione di Berna (1559).
Viret era un fedele amico e corrispondente di Calvino e lo appoggia nella Disputa di Losanna (1536) ed a Ginevra (1541-42; 1559-61).
Trasferisce poi le sue attività nel sud della Francia dove presiede il Sinodo riformato nazionale a Lione (1563).
Viret era un predicatore molto efficace e scrittore di talento. La sua maggiore opera è: Instruction chretienne en la doctrine de la Loi et l'Evangile (1564), tre volumi che contengono una versione popolare della dottrina calvinista in forma dialogica.